# Saint-Aubin-sur-Scie
Saint-Aubin-sur-Scie là một xã thuộc tỉnh Seine-Maritime trong vùng Normandie miền bắc nước Pháp.

### Huy hiệu
| Arms of Saint-Aubin-sur-Scie | The arms of Saint-Aubin-sur-Scie are blazoned: Vert, a fess wavy argent between 2 mill wheels and a 3 stalks of wheat slipped and leaved, tied, Or. |

## Dân số
| 1962                                            | 1968 | 1975 | 1982 | 1990 | 1999 | 2006 |
| ----------------------------------------------- | ---- | ---- | ---- | ---- | ---- | ---- |
| 832                                             | 861  | 966  | 1087 | 1111 | 1120 | 1302 |
| Starting in 1962: Population without duplicates |      |      |      |      |      |      |